# オーバーギュンツブルク
オーバーギュンツブルク (ドイツ語: Obergünzburg) は、ドイツ連邦共和国バイエルン州シュヴァーベン行政管区のオストアルゴイ郡に属す市場町で、オーバーギュンツブルク行政共同体の本部所在地である。

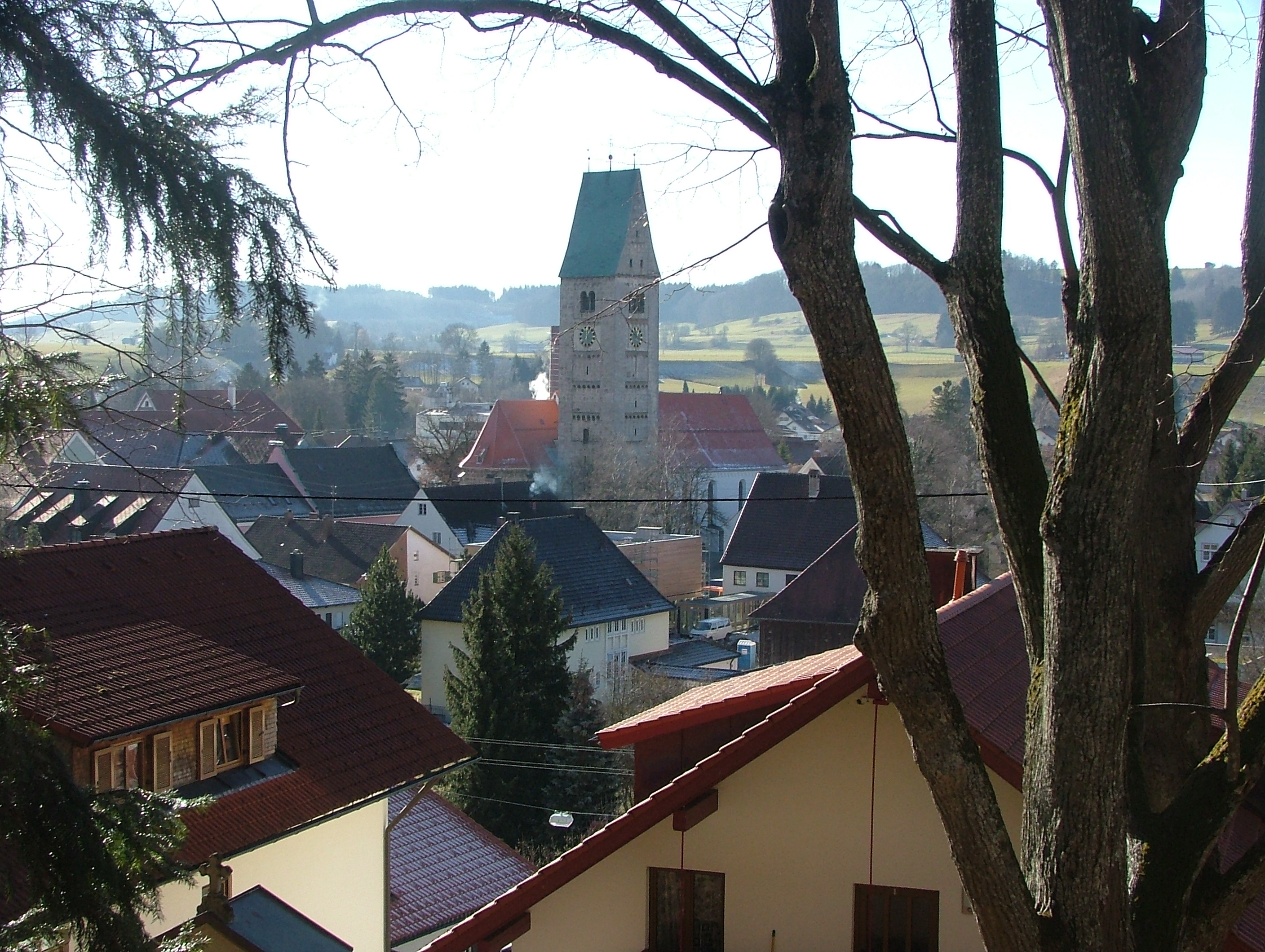
オーバーギュンツブルク

## 地理
オーバーギュンツブルクはアルゴイ地方に位置する。

### 自治体の構成
この町は、公式には56の地区 (Ort) からなる。このうち小集落や孤立農場などを除く集落を以下に列記する。
- ベルク
- ブルク
- エーバースバッハ
- エーグロフス
- オーバーギュンツブルク
- ヴィロフス

## 歴史
この町の起源はローマ時代にまで遡ることができる。オーバーギュンツブルクはオーバーギュンツブルクはループレヒト・フォン・プファルツから1407年に重要な諸権利とともに市場開催権を与えられた。1688年からケンプテン修道院の管理局の所在地となった。1803年の帝国代表者会議主要決議以降、この町はバイエルン領となった。1879年までオーバーギュンツブルクは地方裁判所の所在地であった。残っていた区裁判所も1959年にマルクトオーバードルフに移転した。1972年にブルク、エーバースバッハ、ヴィルローフスが合併した。

### 人口推移
- 1970年 5,006人
- 1987年 5,476人
- 2008年 6,401人

外国人比率は2005年時点で約4%である。

### 宗教
2005年時点で、住民の75%がローマ・カトリック、10%がプロテスタント・ルター派、15%がその他の宗教の信者である。

## 行政
町長は2007年2月からラルス・レーフェリングハウスが務めている。彼はヘルベルト・シュミットの後任である。

### 紋章
図柄: 左右二分割。向かって左はさらに赤字と青地に上下二分割。向かって右は銀地で、3本の青い波帯の上に浮かぶ黒い衣装を着て金の冠を被ってこちらを見る聖女ヒルデガルトの胸像。

### 姉妹都市
- トゥシェシュチ（チェコ、ヴィソチナ州）
- ヴィシェグラード（ハンガリー、ペシュト県）[3]

## 見所

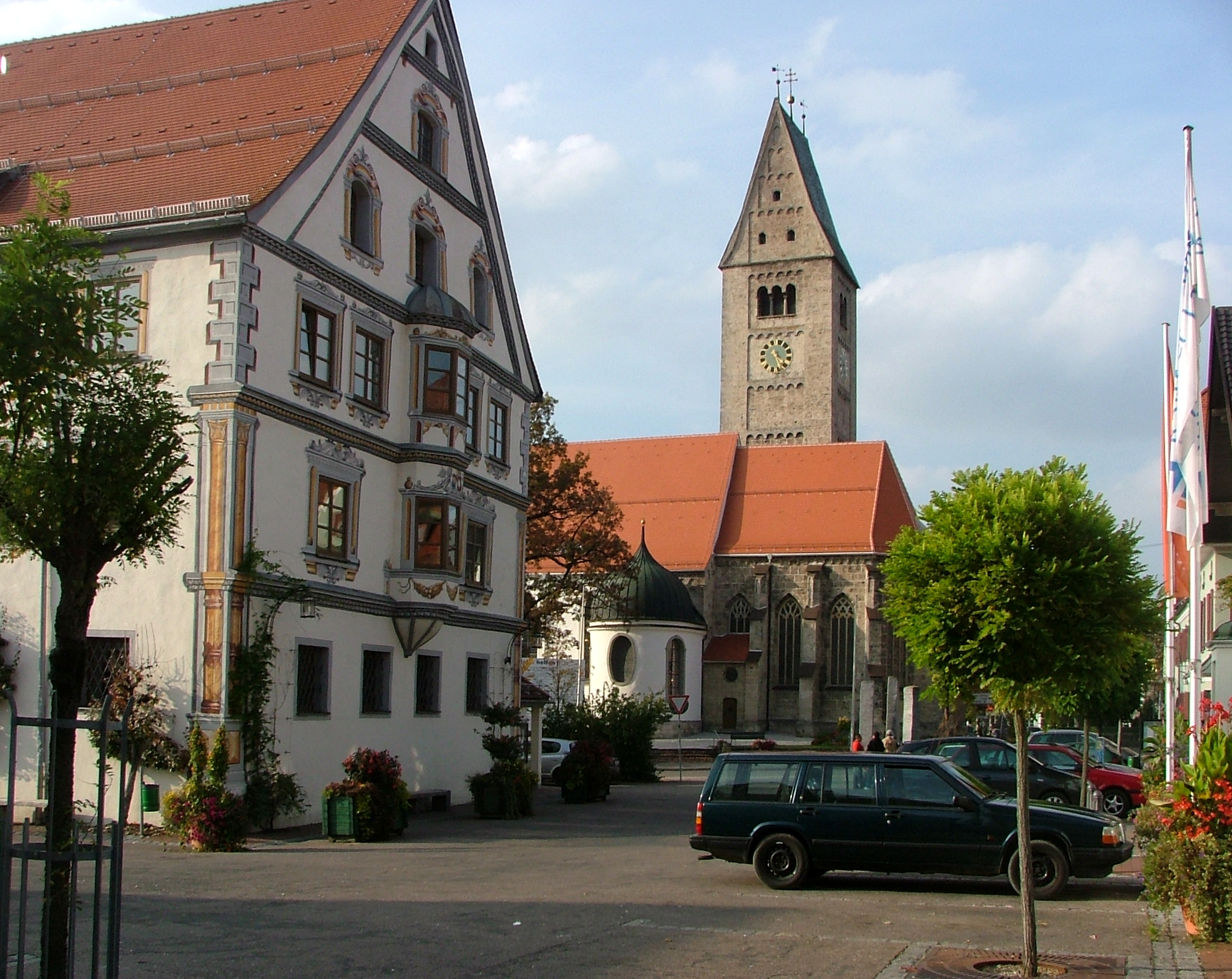
聖マルティン教会と城館

- ムーア人の泉がある歴史的なマルクト広場
- 15世紀建造の聖マルティン教会
- ジュートゼー博物館

## 経済と社会資本
地元で最大の企業はガプラー＝ザルティアー・ミルク工場である。ここではコーヒーミルク、コンデンスミルク、ミルク入り飲料、粉ミルク、さらにはベビーフードや病者用食品の素材製品を製造している。

### 教育
- 国民学校 1校
- 実科学校 1校

## 引用
1. ↑  https://www.statistikdaten.bayern.de/genesis/online?operation=result&code=12411-003r&leerzeilen=false&language=de Genesis-Online-Datenbank des Bayerischen Landesamtes für Statistik Tabelle 12411-003r Fortschreibung des Bevölkerungsstandes: Gemeinden, Stichtag (Einwohnerzahlen auf Grundlage des Zensus 2011)
2. ↑  Bayerische Landesbibliothek Online
3. ↑  http://www.oberguenzburg.de/gemeinde/index_ort.htm